# خط سكة حديد من جيجل إلى رمضان جمال
خط سكة حديد من جيجل إلى رمضان جمال (بالفرنسية: Ligne de Ramdane Djamel à Jijel)‏ هو خط طوله 153 كم يربط بين مدينة جيجل ورمضان جمال بولاية سكيكدة ،كما يسمح بربط ولاية جيجل بشبكة السكك الحديدية الجزائرية .